# Hrabstwo Anoka

Piramida wieku hrabstwa

Hrabstwo Anoka ze stolicą w mieście Anoka, znajduje się w centralno-wschodniej części stanu Minnesota, USA. Według danych z 2005 zamieszkuje je 323 996 mieszkańców, z czego 93,64% stanowią biali.

## Warunki naturalne
Hrabstwo Anoka liczy 1156 km² (446 mil²), w tym 1097 km² (424 mil²) lądów i 59 km² (23 mil²) wód. Graniczy z 6 innymi hrabstwami:
- hrabstwo Isanti (północ)
- hrabstwo Chisago (północny wschód)
- Hrabstwo Washington (południowy wschód)
- hrabstwo Ramsay (południowy wschód)
- hrabstwo Hennepin (południowy zachód)
- hrabstwo Sherburne (północny zachód)

### Główne szlaki drogowe
| - Interstate 35 - Interstate 35E - Interstate 35W - Interstate 694 - U.S. Highway 10 | - U.S. Highway 169 - Minnesota State Highway 47 - Minnesota State Highway 65 - Minnesota State Highway 242 |

## Miasta

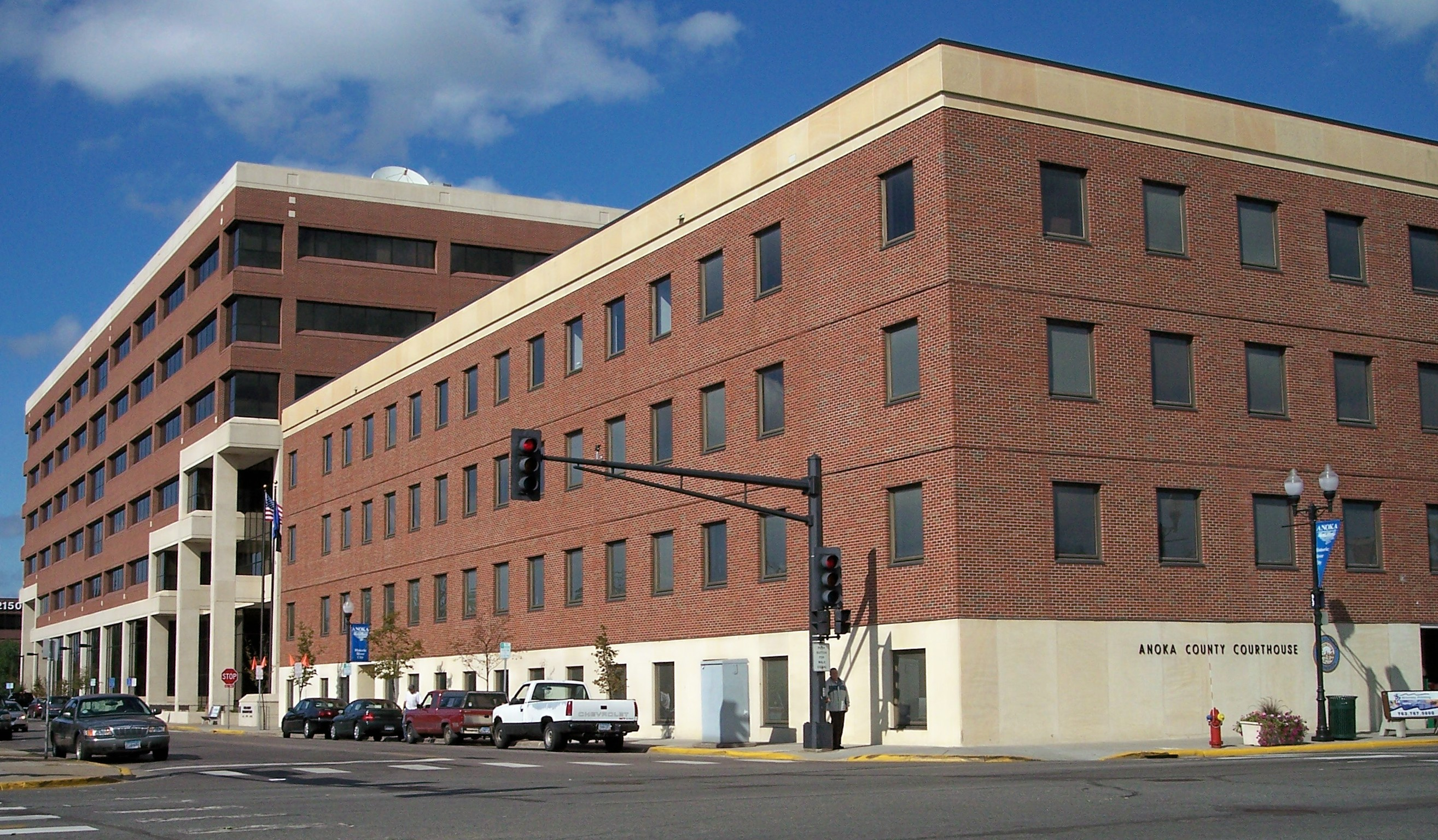
Gmach sądu i administracji w mieście Anoka (2006)

- Andover
- Anoka
- Bethel
- Blaine
- Centerville
- Circle Pines
- Columbia Heights
- Columbus
- Coon Rapids
- East Bethel
- Fridley
- Ham Lake
- Hilltop
- Lexington
- Lino Lakes
- Martin Lake (CDP)
- Nowthen
- Oak Grove
- Ramsey
- St. Francis